# Argentyna na Letnich Igrzyskach Olimpijskich 2008
Argentynę na XXIX Letnich Igrzyskach Olimpijskich w Pekinie reprezentowało 137 sportowców w 19 dyscyplinach. Był to 22 start Argentyńczyków na letnich igrzyskach olimpijskich.

## Zdobyte medale
| Medal | Zawodnik | Dyscyplina sportowa | Konkurencja                         |
| ----- | --- | ------------------- | ----------------------------------- |
| Złoto | Juan Curuchet Walter Perez | Kolarstwo           | kolarstwo torowe - madison mężczyzn |
| Złoto | Lautaro Acosta Sergio Agüero Éver Banega Diego Buonanotte Ángel Di María Federico Fazio Fernando Gago Ezequiel Garay Ezequiel Lavezzi Javier Mascherano Lionel Messi Fabián Monzón Nicolás Navarro Nicolás Pareja Juan Román Riquelme Sergio Romero José Ernesto Sosa Oscar Ustari | Piłka nożna         | turniej mężczyzn                    |
| Brąz  | Paula Pareto | Judo                | do 48 kg kobiet                     |
| Brąz  | Carlos Espínola Santiago Lange | Żeglarstwo          | klasa Tornado                       |
| Brąz  | Magdalena Aicega Luciana Aymar Noel Barrionuevo Claudia Burkart María de la Paz Hernández Soledad García Mariana González Oliva Alejandra Gulla Giselle Kañevsky Rosario Luchetti Mercedes Margalot Carla Rebecchi Mariana Rossi Mariné Russo Belén Succi Paola Vukojicic          | Hokej na trawie     | turniej kobiet                      |
| Brąz  | Carlos Delfino Manu Ginóbili Román González Juan Pedro Gutiérrez Leonardo Gutiérrez Federico Kammerichs Andrés Nocioni Fabricio Oberto Pablo Prigioni Antonio Porta Paolo Quinteros Luis Scola                                                                                     | Koszykówka          | turniej mężczyzn                    |